# Oenoptila cretaticosta
Oenoptila cretaticosta là một loài bướm đêm trong họ Geometridae.